# Бочкарёв, Виктор Константинович
Виктор Константинович Бочкарёв (1924 — 1987) — советский бригадир,  передовик производства в сельском хозяйстве. Герой Социалистического Труда (1967).

## Биография
Родился 20 ноября 1925 года в селе Липовка, Лунинского района, Пензенской области, РСФСР в крестьянской семье.
С 1941 года работал колхозником колхоза «12 лет Октября» в селе Липовка. В 1942 году призван в ряды РККА и направлен на учёбу в Пензенское миномётного училище. С 1943 года направлен в действующую армию — командир огневого взвода на Центральном фронте, был ранен. В 1944 году из-за полученного ранения был демобилизован и по 1945 год работал военруком в Липовской начальной школе.
С 1945 по 1947 годы учился в Пензенском сельскохозяйственном техникуме.
С 1947 по 1955 годах работал участковым агрономом Лунинской машинно-тракторной станции и учителем Липовской семилетней школы. С 1955 по 1963 годы работал агрономом в колхозах «Имени Куйбышева» и «Вперед к коммунизму» Лунинского района. С 1963 года работал бригадиром комплексной бригады № 4 колхоза «Вперед к коммунизму», затем — управляющим отделением колхоза «Путь к коммунизму» Лунинского района.
19 апреля 1967 года Указом Президиума Верховного Совета СССР «за достигнутые успехи в увеличении производства и заготовок зерна в 1966 году» Виктор Константинович Бочкарёв был удостоен звания Героя Социалистического Труда с вручением Ордена Ленина и золотой медали «Серп и Молот».
С 1974 по 1979 годы — агроном колхоза «Путь к коммунизму». Помимо основной деятельности избирался депутатом сельского Совета народных депутатов.
С 1980 года на пенсии. Умер 7 мая 1987 года в Пензе.

## Награды
- Медаль «Серп и Молот» (19.04.1967)
- Орден Ленина (19.04.1967)
- Орден Отечественной войны II степени (23.12.1985)
- Медаль «За победу над Германией в Великой Отечественной войне 1941—1945 гг.»